# Ophiorrhiza arenicola
Ophiorrhiza arenicola är en måreväxtart som beskrevs av Henry Nicholas Ridley. Ophiorrhiza arenicola ingår i släktet Ophiorrhiza och familjen måreväxter. Inga underarter finns listade i Catalogue of Life.